# Protokół brytyjski
     Państwa, które podpisały Kartę praw podstawowych UE
     Państwa z klauzulą opt-out ograniczającą stosowania przepisów Karty

Państwa, które podpisały Kartę praw podstawowych UE
Państwa z klauzulą opt-out ograniczającą stosowania przepisów Karty

Protokół brytyjski – protokół nr 30 dołączony do Traktatu z Lizbony, będący klauzulą opt-out dotyczącą ograniczenia stosowania całości przepisów Karty praw podstawowych dla obywateli Wielkiej Brytanii i Polski. Powstanie protokołu spowodowane było brytyjskimi zastrzeżeniami związanymi ze specyfiką anglosaskiego systemu prawnego. Do protokołu, oprócz Wielkiej Brytanii ostatecznie przystąpiła także Polska. 
Stał się on również jednym z istotnych elementów debaty związanej z trybem ratyfikacji Traktatu z Lizbony w polskim parlamencie. Zapowiedź pozostania przy Protokole spowodowała poparcie części posłów PiS dla ratyfikacji, powodując jednocześnie sprzeciw LiD-u wobec uchwały poprzedzającej ustawę zezwalającą na ratyfikację.

## Treść protokołu
PROTOKÓŁ (nr 30)
W SPRAWIE STOSOWANIA KARTY PRAW PODSTAWOWYCH UNII EUROPEJSKIEJ DO POLSKI I ZJEDNOCZONEGO KRÓLESTWA
WYSOKIE UMAWIAJĄCE SIĘ STRONY,
MAJĄC NA UWADZE, że w artykule 6 Traktatu o Unii Europejskiej Unia uznaje prawa, wolności i zasady określone w Karcie praw podstawowych Unii Europejskiej,
MAJĄC NA UWADZE, że Karta ma być stosowana w ścisłej zgodności z postanowieniami wspomnianego wyżej artykułu 6 i tytułu VII samej Karty,
MAJĄC NA UWADZE, że wspomniany artykuł 6 stanowi, że Karta jest stosowana i interpretowana przez sądy Polski i Zjednoczonego Królestwa w ścisłej zgodności z wyjaśnieniami, o których mowa w tym artykule,
MAJĄC NA UWADZE, że Karta zawiera zarówno prawa, jak i zasady,
MAJĄC NA UWADZE, że Karta zawiera zarówno postanowienia o charakterze obywatelskim i politycznym, jak i postanowienia o charakterze gospodarczym i społecznym,
MAJĄC NA UWADZE, że Karta potwierdza prawa, wolności i zasady uznawane w Unii oraz sprawia, że są one bardziej widoczne, nie tworzy jednak nowych praw ani zasad,
PRZYPOMINAJĄC zobowiązania Polski i Zjednoczonego Królestwa wynikające z Traktatu o Unii Europejskiej, Traktatu o funkcjonowaniu Unii Europejskiej, jak również ogólnie pojętego prawodawstwa Unii,
PRZYJMUJĄC DO WIADOMOŚCI pragnienie Polski i Zjednoczonego Królestwa sprecyzowania pewnych aspektów stosowania Karty,
PRAGNĄC zatem sprecyzować stosowanie Karty w stosunku do przepisów prawnych i działań administracyjnych Polski i Zjednoczonego Królestwa oraz możliwość rozpoznawania na podstawie postanowień Karty spraw na drodze sądowej w Polsce i Zjednoczonym Królestwie,
POTWIERDZAJĄC, że zawarte w niniejszym Protokole odniesienia do wprowadzania w życie poszczególnych postanowień Karty pozostają ściśle bez uszczerbku dla wprowadzania w życie innych postanowień Karty,
POTWIERDZAJĄC, że niniejszy Protokół pozostaje bez uszczerbku dla stosowania Karty w stosunku do innych Państw Członkowskich,
POTWIERDZAJĄC, że niniejszy Protokół pozostaje bez uszczerbku dla innych zobowiązań Polski i Zjednoczonego Królestwa wynikających z Traktatu o Unii Europejskiej, Traktatu o funkcjonowaniu Unii Europejskiej oraz ogólnie pojętego prawodawstwa Unii,
UZGODNIŁY następujące postanowienia, które są dołączone do Traktatu o Unii Europejskiej i do Traktatu o funkcjonowaniu Unii Europejskiej:
Artykuł 1

1. Karta nie rozszerza zdolności Trybunału Sprawiedliwości Unii Europejskiej ani żadnego sądu lub trybunału Polski lub Zjednoczonego Królestwa do uznania, że przepisy ustawowe, wykonawcze lub administracyjne, praktyki lub działania administracyjne Polski lub Zjednoczonego Królestwa są niezgodne z podstawowymi prawami, wolnościami i zasadami, które są w niej potwierdzone.
2. W szczególności i w celu uniknięcia wszelkich wątpliwości nic, co zawarte jest w tytule IV Karty nie tworzy praw, które mogą być dochodzone na drodze sądowej, mających zastosowanie do Polski lub Zjednoczonego Królestwa, z wyjątkiem przypadków gdy Polska lub Zjednoczone Królestwo przewidziały takie prawa w swoim prawie krajowym.
Artykuł 2

Jeżeli dane postanowienie Karty odnosi się do ustawodawstw i praktyk krajowych, ma ono zastosowanie do Polski lub Zjednoczonego Królestwa wyłącznie w zakresie, w jakim prawa i zasady zawarte w tym postanowieniu są uznane przez ustawodawstwo lub praktyki Polski lub Zjednoczonego Królestwa.